# 1931年孟什維克審判
1931年孟什維克審判发生于1931年3月1日至3月8日，是斯大林執政初期第一次政治整肅，14名名前孟什維克成员被控欲重新建黨，在工會大厦進行一星期審訊。审判指控被告企图使孟什維克黨員掌控全蘇聯所有部門。被告否認了相关指控。法官为尼古拉·米哈伊洛维奇·什维尔尼克。